# Yuh Woon-Hyung
Yuh Woon-Hyung (25 tháng 5 năm 1886 – 19 tháng 7 năm 1947) là một chính trị gia Triều Tiên cho rằng nền độc lập của Triều Tiên là cần thiết cho hòa bình thế giới, ông là một nhà hoạt động thống nhất đất nước đấu tranh cho việc thống nhất độc lập của Triều Tiên kể từ khi quốc gia này bị chia đôi vào năm 1945.
Tên hiệu của ông là Mongyang (몽양; 夢陽, Mộng Dương). Ông là một trong số rất ít các chính trị gia trong lịch sử hiện đại Triều Tiên được tôn kính tại cả hai miền Nam và Bắc.

## Tiểu sử
Yuh  sinh ra ở Yangpyeong, tỉnh Gyeonggi, con trai của một ông trùm yangban địa phương. Lúc lên 15 tuổi, Yuh ghi danh vào trường Baejae nhưng trong vòng chưa đầy một năm chuyển đến trường Heunghwa. Sau khi chuyển đến trường có khác và rời bỏ trường trước khi tốt nghiệp, từ năm 1907 Yuh bắt đầu nghiên cứu Kinh Thánh và kết bạn với các nhà truyền giáo người Mỹ Charles Allen Clark, người đã giúp anh tìm thấy trường Kidok Kwangdong trường vào năm 1909. Trong năm 1910, Yuh đột ngột từ bỏ truyền thống Triều Tiên bằng cách giải phóng nô lệ thuộc sở hữu của gia đình của mình. Năm 1911, Yuh học ở Trường dòng Thần học Trưởng Lão Bình Nhưỡng, năm 1914, đã đi đến Trung Quốc, nơi ông học văn học Anh tại một trường đại học ở Nam Kinh. Năm 1917, ông chuyển đến Thượng Hải. Năm 1918, ông tổ chức các Mindan (Hiệp hội Cư dân Triều Tiên) tại thành phố đó, để cung cấp một cơ sở cho các hoạt động ủng hộ độc lập. Yuh đã tham gia vào việc thành lập Chính phủ lâm thời của Đại Hàn Dân Quốc vào năm 1919 và phục vụ như một thành viên của hội Lập pháp của cơ thể (IMSI Uijeongwon).
Giống như nhiều người trong phong trào độc lập của Triều Tiên, Yuh tìm kiếm hỗ trợ từ cả hai phái tả và phái hữu. Năm 1920, ông gia nhập Đảng Cộng sản Corea (고려 공산당, Goryo Gong-san-dang, Cao Li Cộng sản Đảng) và, vào năm 1921, tham dự Đại hội lần thứ nhất của Cần nông vùng Viễn Đông tại Moskva. Năm 1924 ông gia nhập Quốc dân đảng Trung Quốc của Tôn Dật Tiên và thực hiện công tác hợp tác Trung-Hàn Quốc. Năm 1929, ông bị cảnh sát Anh bắt giữ vì đã chỉ trích chính sách thuộc địa của Anh và ông bị giao cho người Nhật bỏ từ ở Triều Tiên. Sau khi ra tù vào năm 1932, Yuh đã tham gia vào một loạt các hoạt động chống Nhật trong các lĩnh vực truyền thông và thể thao. Trong Thế vận hội Berlin là một vận động viên marathon của Triều Tiên, Sohn Kee-chung, giành huy chương vàng. Tuy nhiên Sohn lại thi đấu cho người Nhật. Nhật báo Chungang do Yuh làm biên tập viên, chạy các bức ảnh mà loại bỏ các lá cờ Nhật Bản từ áo của Sohn. Nhật Bản đóng cửa tờ báo và Yuh bị bắt vì hành động này. Ngoài việc làm biên tập viên của Nhật báo Chungang, ông cũng từng là chủ tịch của Nhật báo Triều Tiên JungAng (JungAng Choson Ilbo, 조선 중앙 일보) và các hiệp hội thể thao khác.